# Tom Noonan
Ne pas confondre avec Tommy Noonan (1921-1968), également acteur, producteur, scénariste et réalisateur américain.
Tom Noonan est un acteur américain, également scénariste, réalisateur, compositeur, monteur et producteur, né le 12 avril 1951 à Greenwich (Connecticut).

## Biographie
Noonan est né à Greenwich, le fils de Rosaleen et Tom Noonan, qui a travaillé comme musicien de jazz et dentiste. Il a un frère aîné, John Ford Noonan, qui est écrivain, et deux sœurs, Rosemary et Caroline.
Au cinéma, il a joué dans La Porte du paradis, Un flic aux trousses, F/X, effet de choc, Le Sixième Sens, The Monster Squad, RoboCop 2, Last Action Hero, Heat, The Pledge, Arac Attack, les monstres à huit pattes, Seraphim Falls ou encore The House of the Devil.
À la télévision, il a fait des apparitions dans les séries : X-Files, Blacklist et The leftovers.
Il tient des rôles récurrents dans les séries : Hell on Wheels : L'Enfer de l'ouest, Damages et 12 Monkeys.

## Filmographie

### Comme acteur
- 1980 : Willie and Phil de Paul Mazursky : l'homme dans le parc
- 1980 : Rage! (TV) : Bo
- 1980 : Gloria de John Cassavetes : le deuxième homme / gangster
- 1980 : La Porte du paradis (Heaven's Gate) de Michael Cimino: Jake
- 1981 : Wolfen de Michael Wadleigh : Ferguson
- 1983 : Un flic aux trousses (Eddie Macon's Run) de Jeff Kanew : Daryl Potts
- 1983 : Hold-up en jupons (Easy Money) de James Signorelli (en) : Paddy
- 1984 : Une défense canon (Best Defense) de Willard Huyck : Frank Holtzman
- 1985 : Tom Goes to the Bar de Dean Parisot  : Tom
- 1985 : L'Homme à la chaussure rouge (The Man with One Red Shoe) de Stan Dragoti : Reese
- 1986 : F/X, effet de choc (F/X) de Robert Mandel : Varrick
- 1986 : Le Sixième Sens (Manhunter) de Michael Mann : Francis Dolarhyde
- 1987 : The Monster Squad de Fred Dekker : Frankenstein
- 1989 : Collision Course (en) de Lewis Teague : Scully
- 1989 : Mystery Train de Jim Jarmusch : l'homme au dîner mystérieux
- 1990 : RoboCop 2 d'Irvin Kershner : Cain
- 1991 : The 10 Million Dollar Getaway (TV) : Mr Y
- 1993 : Last Action Hero de John McTiernan : Ripper / lui-même
- 1994 : What Happened Was... de lui-même : Michael
- 1994 : Nord et Sud 3 ("Heaven & Hell: North & South, Book III") : Will Fenway (mini-série)
- 1995 : The Wife de lui-même : Jack
- 1995 : Heat de Michael Mann : Kelso
- 1995 : Demain à la une : Frank Price, le braqueur de banque (saison 1, épisode 1)
- 1996 : X-Files (TV) : John Lee Roche (saison 4, épisode Cœurs de tissu)
- 1998 : Phoenix de Danny Cannon : Chicago
- 1999 : Wang Dang  : Mickey Hounsell
- 1999 : Intrusion (The Astronaut's Wife) de Rand Ravich : Jackson McLaren
- 2000 : The Beat (série télévisée) : Howard Schmidt
- 2000 : The Photographer de Philip Glass : Butler
- 2000 : Les Opportunistes (The Opportunists) de Myles Connell : Mort Stein
- 2001 : The Pledge de Sean Penn : Gary Jackson
- 2001 : Bullet in the Brain de David Von Ancken : Anders
- 2001 : Les Hommes de main (Knockaround Guys) de David Levien et Brian Koppelman : le shérif Decker
- 2002 : Les Experts Las Vegas : Zephyr Dillinger (saison 3, épisode 5)
- 2002 : Arac Attack, les monstres à huit pattes (Eight Legged Freaks) d'Ellory Elkayem : Joshua Taft
- 2003 : The Egoists d'Anthony Nichols : Bryon Bradley
- 2003 : New York, section criminelle : Malcolm Bryce (saison 2, épisode 21)
- 2003 : Madness and Genius  de Ryan Eslinger : Frank Donovan
- 2004 : Hair High de Bill Plympton : Principal (voix)
- 2005 : Pedalfoot de Ben Hayflick  : Walter Drexler
- 2005 : A Buck's Worth de Tatia Rosenthal : ? (voix)
- 2005 : The Roost de Ti West : l'hôte horrifique
- 2005 : They're Made Out of Meat (en) de Terry Bisson : Duncan
- 2006 : Mercy Seed d'Anthony Von Seck : Floyd
- 2006 : Seraphim Falls de David Von Ancken : le ministre du culte
- 2008 : Synecdoche, New York de Charlie Kaufman : Sammy Barnathan
- 2008 : New York, unité spéciale : Jake Berlin (saison 10, épisode 2)
- 2009 : The House of the Devil de Ti West  : Mr Ulman
- 2009-2010 : Damages : l'inspecteur Victor Huntley (saisons 2 et 3)
- 2011 : Hell on Wheels : L'Enfer de l'ouest (Hell on Wheels) : le révérend Cole (saisons 1 et 2)
- 2013 : Blacklist : le Marmiton (saison 1, épisode 4)
- 2014 : The Leftovers : Casper (saison 1, épisode 6)[3]
- 2015 : Anomalisa de Duke Johnson et Charlie Kaufman : ?
- 2015 : 12 Monkeys : l'homme pâle
- 2017 : Le Musée des merveilles (Wonderstruck) de Todd Haynes : Walter âgé

### Comme scénariste
- 1999 : Wang Dang
- 1991 : Red Wind (TV)

### Comme réalisateur
- 1994 : What Happened Was...
- 1995 : The Wife

### Comme compositeur
- 1994 : What Happened Was...
- 1995 : The Pesky Suitor

### Comme monteur
- 1994 : What Happened Was...
- 1995 : The Wife

### Comme producteur
- 1991 : Red Wind (TV)
- 1995 : The Pesky Suitor

## Voix françaises
En France, Tom Noonan n'a pas de voix attitrée. Plusieurs comédiens se sont succédé tour à tour pour le doubler.
- Michel Bardinet (*1931 - 2005) dans Gloria
- Bernard Murat dans Wolfen
- Daniel Brémont dans Une défense canon
- Marc Alfos (*1956 - 2012) dans L'Homme à la chaussure rouge
- Patrick Poivey (*1948 - 2020) dans Le Sixième Sens
- Joseph Falcucci (*1940 - 2000) dans RoboCop 2
- Patrick Floersheim (*1944 - 2016) dans Last Action Hero
- Régis Reuilhac dans Nord et Sud 3 (série télévisée)
- Edgar Givry dans X-Files (série télévisée)
- Sylvain Clément dans Phoenix
- Patrick Osmond (*1957 - 2020) dans Intrusion
- Pierre Dourlens dans Les Hommes de main
- Jean-Pierre Leroux dans Arac Attack, les monstres à huit pattes
- Bernard Bollet dans Hell on Wheels : L'Enfer de l'Ouest (série télévisée)
- Philippe Ariotti dans Le Musée des merveilles